# Annagh (rivier, Co. Limerick)
De Annagh River of Clare River is een rivier in County Limerick, Münster, Ierland die westwaarts stroomt onder de noordelijke basis van de Slieve Felim Mountains en die uitmondt in de Newport River. Hij vormt de grens tussen Limerick en Tipperary. Hij stroomt op een hoogte van 29 m boven de zeespiegel.